# Kafunga
Olavo Leite de Bastos, mais conhecido como Kafunga (Niterói, 7 de agosto de 1914 – Belo Horizonte, 17 de novembro de 1991) foi um jogador de futebol brasileiro, que atuava como goleiro.

## Carreira
Começou seus primeiros passos atuando como goleiro do Fluminense Atlético Clube de Niterói, onde se destacou. Com apenas 20 anos já era titular da seleção do Rio de Janeiro, então Distrito Federal, nos campeonatos entre estados brasileiros. Em uma partida entre Minas e Rio de Janeiro, chamou a atenção dos dirigentes do Atlético Mineiro, mesmo com a goleada de 10x2 para os mineiros. O Galo resolveu investir 80 contos de réis no futebol do goleiro.
Kafunga jogou pelo Clube Atlético Mineiro entre os anos de 1935 a 1954, sendo o atleta que vestiu a camisa do alvinegro durante mais tempo. Foi, durante as décadas de 1930 e 1940, considerado o melhor goleiro de Minas Gerais e um dos melhores do Brasil, tendo diversas atuações destacadas dentro do estado das alterosas e também em partidas interestaduais. Foi fundador e presidente da Associação de Atletas Profissionais de Futebol de Minas.
Despediu-se do Galo em junho de 1954, contra o Sete de Setembro, aos 40 anos. Os dados sobre o número de partidas que disputou pelo Atlético são imprecisos, variando de 335 a mais de 500. Conquistou 11 títulos pelo clube, sendo que em 1937 era o goleiro do time campeão do Campeonato Brasileiro, conquistando o primeiro título nacional do Atlético.
Ele teve uma rápida passagem como técnico do Galo em 1961.
Tornou-se comentarista das Redes Bandeirantes e TV Alterosa (SBT Minas) com frases famosas como "vapt-vupt", "não tem coré-coré", "gol barra limpa", etc..
Depois mudou seu nome, para concorrer em eleições, para Olavo Leite Kafunga Bastos. Nas eleições municipais ocorridas em 23 de novembro de 1947, Kafunga foi eleito, com a ajuda da torcida do Galo. Vale lembrar que o atleta era um dos futebolistas mais conhecidos de toda Minas Gerais, se destacando por muitos anos como um excelente arqueiro e também fazendo parte da Seleção Mineira. Além de vereador, foi funcionário público da prefeitura, cantor de rádio nas horas vagas e, por breves períodos, treinador e administrador do Galo.

### Títulos
- Campeonato Mineiro: 1936, 1938, 1939, 1941, 1942, 1946, 1947, 1950, 1952, 1953
- Campeonato Brasileiro: 1937